# Louis Halphen
Pour les articles homonymes, voir Halphen.
Louis Halphen est l'un des grands historiens français du haut Moyen Âge, né le 4 février 1880 dans le 2e arrondissement de Paris, ville où il est mort le 7 octobre 1950 dans le 6e arrondissement.

## Biographie
Louis Sigismond Isaac Halphen est le fils du mathématicien et commandant d'artillerie Georges Halphen, membre de l'Académie des sciences.

### Formation
Élève de l'École des chartes, il y rédige une thèse intitulée Les transformations politiques du comté d'Anjou sous les premiers capétiens, le gouvernement de Foulque Nerra (987-1040), qui lui permet d'obtenir le diplôme d'archiviste paléographe en 1904.

### Carrière universitaire
Membre de l'École française de Rome (1904-1906), il devient secrétaire de l'École des chartes, professeur à la faculté des lettres de Bordeaux (1910), directeur d'études à l'École pratique des hautes études (1928). Il est élu membre de l'Académie des inscriptions et belles-lettres en 1935. À partir de 1934, il succède à Ferdinand Lot à la faculté des lettres de Paris, où il est successivement maître de conférences puis professeur d'histoire du Moyen-Age.
Épargné, comme Marc Bloch, par le statut des juifs, il ne peut pourtant, du fait de l'occupation allemande, continuer son enseignement à la Sorbonne. En 1941, il se résout à passer en zone Sud où il est recasé à la faculté des lettres de Grenoble. L'occupation italienne lui procure, en 1942, un sursis d'un an, mais l'arrivée des Allemands dans la ville en 1943 l'oblige à se cacher en Ardèche.

## Apport à l'histoire du Haut Moyen Âge
Son œuvre la plus connue parue en 1947, Charlemagne et l'Empire carolingien, commandée par Henri Berr pour la collection historique L'Évolution de l'humanité, met l'accent sur l'influence certaine de l'époque carolingienne sur la civilisation occidentale actuelle.
En collaboration avec Philippe Sagnac, il publie une histoire générale sous le titre Peuples et Civilisations à laquelle participent divers auteurs tels que René Grousset, Georges Contenau, Gustave Fougères ou Augustin Renaudet. Lui-même produit le tome V de cette œuvre importante sous le titre Les Barbares, des grandes invasions aux conquêtes turques du XIe siècle ainsi que le tome VI, L'Essor de l'Europe, XIe – XIIIe siècle.
Il est le fondateur aux éditions Les Belles Lettres de la collection « Classiques de l'histoire de France au Moyen Âge », pour laquelle il traduit et annote la Vie de Charlemagne d'Eginhard (1938).

## Distinctions
- Officier d'académie (1911).
- Officier de l'Instruction publique (1919).
- chevalier de l'ordre royal de Saint-Sava (1919).
- Officier de la Légion d'honneur (1947).

## Publications
- Recueil d'annales angevines et vendômoises, Alphonse Picard et fils éditeurs, Paris, 1903 [lire en ligne].
- Le comté d'Anjou au XIe siècle, Paris, Alphonse Picard et fils, 1906, XXIV-428 p. (présentation en ligne, lire en ligne). Prix Gobert 1907 de l'Académie des inscriptions et belles-lettres.
- Étude sur les chroniques des comtes d'Anjou et des seigneurs d'Amboise, Librairie Honoré Champion, Paris, 1906 [lire en ligne].
- Études sur l'administration de Rome au Moyen Age (751-1252), Librairie Honoré Champion, Paris, 1907 [lire en ligne].
- avec Ferdinand Lot, Recueil des actes de Lothaire et de Louis V : Rois de France (954-987), Imprimerie nationale, Paris, 1908 [lire en ligne].
- Paris sous les premiers Capétiens (987-1223). Étude de topographie historique, Ernest Leroux éditeur, Paris, 1909 [lire en ligne].
- L'Histoire en France depuis cent ans, Librairie Armand Colin, 1914 [lire en ligne].
- Études critiques sur l'histoire de Charlemagne, Librairie Félix Alcan, 1921 [lire en ligne].
- À travers l'histoire du Moyen Âge, rééd. PUF  (ISBN 2130225985) [lire en ligne].
- Les Barbares, des grandes invasions aux conquêtes turques du XIe siècle, 1940, rééd. PUF, Paris, 1998, 1 vol., 464 p.  (ISBN 2130479804).
- Introduction à l'histoire, 1946.
- Charlemagne et l'Empire carolingien, 1947, dans L'Évolution de l'humanité, rééd. Albin Michel, Paris, 2000, 1 vol., 562 p.  (ISBN 2226077634).
- L'Essor de l'Europe, XIe – XIIIe siècle, PUF, 1948.
- Initiation aux études d'histoire du Moyen Âge (3e éd., revue, augmentée et mise à jour par Yves Renouard), Paris, 1952.

## Hommage posthume
Son nom est donné à la bibliothèque du Laboratoire de médiévistique occidentale de Paris sous la tutelle de l'Université Paris I Panthéon-Sorbonne et du Centre national de la recherche scientifique (CNRS).